# Bozo Krncevic
Bozo Krncevic (* 30. Oktober 1976 in Ulm) ist ein ehemaliger deutscher Basketballspieler.

## Werdegang
Der 1,93 Meter große Flügelspieler stand ab der Saison 1995/96 im Bundesliga-Aufgebot des SSV Ratiopharm Ulm, ab 1997 spielte er für den Bundesligisten SV Oberelchingen und verließ die Mannschaft nach der Saison 1997/98. Später war er in der 2. Basketball-Bundesliga Spieler des UBC Münster.